# ライド・アロング〜相棒見習い〜
『ライド・アロング〜相棒見習い〜』（ライドアロングあいぼうみならい、Ride Along）は、2014年のアクションコメディ映画。
日本では劇場公開はされず、ビデオスルーとなった。

## ストーリー
ゲームオタクのベンは、口だけが達者な臆病者だったが、愛するアンジェラとの結婚を彼女の兄ジェームズに認めてもらうために、ついに警察学校への入学試験をパスする。一方ジェームズは、アトランタ市警察の優秀な警察官だが、身勝手な捜査と傲慢な性格で知られており、当然軟弱なベンのことなど気に入るはずもないのであった。
ある日、ベンはジェームズに、自分はアンジェラを愛していること、彼女と結婚するために自分を認めてほしいことを伝える。これを聞いたジェームズは、ベンが妹に相応しいかどうか見極めるために、彼を24時間の体験パトロール「ライド・アロング」に誘う。自分を認めてもらうチャンスだと喜ぶベンは、ジェームズに良いところを見せようと張り切るが、気合いが空回りして次々と失敗してしまい、ついには自信を失ってしまう。
ところがベンは、行く先々でジェームズが見つけられなかった犯罪の手掛かりを偶然手に入れており、それによってジェームズは長年追っていた裏社会の大物犯罪者オマーの尻尾を掴むことに成功する。こうしてオマー逮捕のために、取引場所へと乗り込む二人だったが、ふとしたきっかけから大規模な銃撃戦に発展してしまう。

## キャスト
※括弧内は日本語吹替
- ジェームズ・ペイトン - アイス・キューブ（乃村健次）
- ベン・バーバー - ケヴィン・ハート（勝杏里）
- アンジェラ・ペイトン - ティカ・サンプター（東條加那子）
- サンティアゴ - ジョン・レグイザモ（北沢洋）
- ミッグス - ブライアン・カレン（英語版）（村治学）
- ブルックス警部補 - ブルース・マッギル（土師孝也）
- オマー - ローレンス・フィッシュバーン（石塚運昇）